# Tomografía de neutrones
La tomografía de neutrones (o también tomografía neutrónica) es una forma de tomografía axial computarizada que implica la generación de imágenes tridimensionales mediante la detección de la absorción de los neutrones producidos por una fuente de neutrones. Crea una imagen tridimensional de un objeto combinando múltiples imágenes planas con una separación conocida. Tiene una resolución de hasta 25 µm. Si bien su resolución es menor que la de la tomografía de rayos X, puede ser útil para muestras que contienen poco contraste entre la matriz y el objeto que se desea analizar. Por ejemplo, en los fósiles con un alto contenido de carbono, como plantas o restos de vertebrados.
Esta técnica puede producir el desafortunado efecto secundario de convertir en radiactivas las muestras analizadas si contienen niveles apreciables de ciertos elementos como el cobalto, aunque en la práctica la activación por neutrones resultante es baja y de corta duración, por lo que el método se considera un ensayo no destructivo.
La creciente disponibilidad de instrumentos de imagen por neutrones asociados a fuentes neutrónicas como reactores de investigación e instalaciones de espalación a través de los programas de acceso de usuarios para la revisión por pares, ha hecho que la tomografía de neutrones alcance un impacto cada vez mayor en diversas aplicaciones, incluidas las ciencias de la tierra, la paleontología, el patrimonio cultural, y la investigación e ingeniería de materiales. En 2022, se informó en la revista Gondwana Research del descubrimiento fortuito de un dinosaurio ornitópodo mediante tomografía de neutrones en el contenido intestinal de un confractosuchus, un saurio cocodriliforme fósil procedente de la formación Winton del Cretácico, localizada en el centro de Queensland, Australia. Esta es la primera vez que se descubre un dinosaurio mediante tomografía de neutrones y, hasta el día de hoy, el dinosaurio parcialmente digerido permanece completamente incrustado dentro de la matriz circundante.